# Hurstbourne (Kentucky)
Hurstbourne es una ciudad ubicada en el condado de Jefferson en el estado estadounidense de Kentucky. En el Censo de 2010 tenía una población de 4216 habitantes y una densidad poblacional de 898,84 personas por km².

## Geografía
Hurstbourne se encuentra ubicada en las coordenadas 38°14′7″N 85°35′13″O / 38.23528, -85.58694. Según la Oficina del Censo de los Estados Unidos, Hurstbourne tiene una superficie total de 4.69 km², de la cual 4.66 km² corresponden a tierra firme y (0.61%) 0.03 km² es agua.

## Demografía
Según el censo de 2010, había 4216 personas residiendo en Hurstbourne. La densidad de población era de 898,84 hab./km². De los 4216 habitantes, Hurstbourne estaba compuesto por el 82.9% blancos, el 4.27% eran afroamericanos, el 0.09% eran amerindios, el 11.31% eran asiáticos, el 0.05% eran isleños del Pacífico, el 0.28% eran de otras razas y el 1.09% pertenecían a dos o más razas. Del total de la población el 1.59% eran hispanos o latinos de cualquier raza.